# Bulusari (Sayung)
Bulusari is een bestuurslaag in het regentschap Demak van de provincie Midden-Java, Indonesië. Bulusari telt 3992 inwoners (volkstelling 2010).